# Isla Oyarvide
La isla Oyarvide (también llamada isla Oyarbide) se encuentra en el Río de la Plata y pertenece a la República Argentina. Forma parte del Partido de San Fernando y a su vez comprende allí una reserva biológica en la Provincia de Buenos Aires. 

## Toponimia
El nombre Oyarvide es un homenaje al teniente de fragata Andrés de Oyarvide quien, como piloto y cartógrafo español de la Expedición Cevallos, realizó entre 1803 y 1805 el primer relevamiento formal del Río de la Plata.

## Localización
Se ubica prácticamente al este del delta del río Paraná, en el Río de la Plata, hacia las coordenadas geográficas: 
34°12′30″S 58°20′30″O / -34.20833, -58.34167. A pocos cientos de metros al noreste, al otro lado del Canal Buenos Aires, se encuentran la también argentina isla Martín García, perteneciente al partido de La Plata rodeada por aguas territoriales uruguayas, y la isla uruguaya Timoteo Domínguez, anteriormente llamada punta Bauzá por la Argentina, quien disputó su posesión.
La gran isla Oyarvide se encuentra al sudsudeste de las islas Lucía, ambas están separadas por el Canal Lancha Petrel, el que anteriormente era denominado canal Solís. Este canal es el brazo de los Pozos del Barca Grande que sigue la derrota de navegación a la isla Martín García en las rutas por el Delta.
Constituye parte del llamado «frente de avance» del Delta del Paraná, formado por bancos e islas generados por la depositación de sedimentos en los procesos de acreción del delta. Esta zona se encuentra bajo el dominio de las mareas eólicas y lunares.

## Historia
En sus aguas, en 1814 el almirante de las Provincias Unidas del Río de la Plata, Guillermo Brown, derrotó a los realistas. Fue escenario de otros combates durante la guerra de la Independencia Argentina y la llamada Guerra del Brasil. 
Tras la firma del Tratado del Río de la Plata entre la República Oriental del Uruguay y la República Argentina a mediados de 1973 esta isla quedó bajo soberanía de la Argentina.

## Geografía

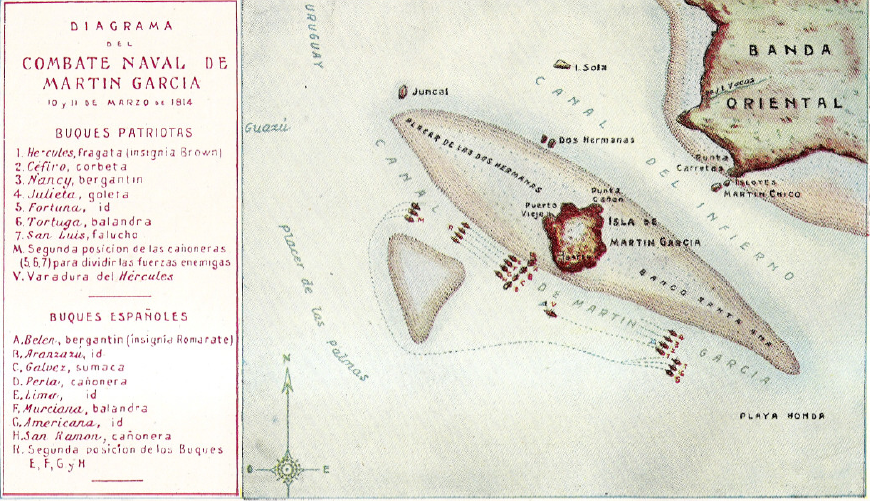
Combate de Martín García, en donde más tarde se formaría la isla Oyarvide.

### Geología
Es de reciente formación a causa de los aluviones y la sedimentación de los ríos Paraná y Uruguay. Dentro de algunas décadas esta isla también será absorbida por el Delta del Paraná.

### Sismicidad
La región responde a la «subfalla del río Paraná», y a la «subfalla del río de la Plata», con sismicidad baja; y su última expresión se produjo el 5 de junio de 1888 (136 años), a las 3.20 UTC-3, con una magnitud de 5,5 en la escala de Richter. (Terremoto del Río de la Plata de 1888).

#### El banco Oyarvide
El enorme banco Oyarvide es una barrera arenosa que desde la isla Oyarvide se desprende en dirección sudeste hacia la Barra del Globo. Con aproximadamente 12 000 ha constituye uno de los más grandes que existen en Playa Honda, y aquilata su peligrosidad para el navegante pues se encuentra en medio de la nada. Este banco contaba con una longitud (medida desde el vértice septentrional de la isla Oyarvide hacia el sudeste) de 8,6 km en el año 1994, y de 18,8 km en el 2003, creciendo a razón de 1,1 km anuales aproximadamente.

## Biodiversidad
La combinación de distintos patrones de paisaje y diferentes condiciones hidrológicas locales, junto con la historia de uso, permite la expresión de un complejo mosaico de comunidades y especies, características de humedales, representativo de la singularidad biogeográfica del bajo delta del Río Paraná. Debido a que constituye la porción terminal de la Cuenca del Plata, los grandes ríos Paraná y Uruguay actúan como corredores para la distribución de especies de flora y fauna determinando de este modo la ingresión de elementos subtropicales en esta zona templada. Las condiciones climáticas atenuadas, debidas a la presencia de grandes humedales de aguas templadas a cálidas, permiten el establecimiento de estos elementos en la región.

### Flora
Posee ambientes en pleno proceso de formación a través de la sedimentación fluvial, colonización y sucesión natural.
Presenta comunidades de arroyos, juncales, matorrales, y albardones. Los bosques nativos que ocupan los albardones de las islas constituyen un tipo de selva ribereña o selva en galería, el llamado monte blanco, de gran riqueza específica y de interés ecológico ya que se encuentran allí especies subtropicales, tanto chaqueñas como pertenecientes al bosque paranaense o misionero. Estas comunidades presentan un notable interés biogeográfico y también importancia desde el punto de vista genético ya que se trata de especies poco adaptadas a las condiciones templadas pero que se mantienen en esta latitud por las especiales condiciones microclimáticas locales, tanto térmicas como hídricas (gracias a las frecuentes sudestadas) que brindan las aguas circundantes. Las especies más características de estas selvas son la anacahuita, el chal-chal, el ibirá, el tala gateador, el palo amarillo, el laurel negro, el canelón, el guayabo uruguayo, la murta, el mataojos, el lapachillo, el higuerón, el ceibo, el curupí, el sauce criollo, el aliso de río, etc.
Otra comunidad leñosa singular es la constituida por asociaciones puras de ceibo, en la zona de media loma de islas recientes, como esta. Pese a ser el seibo un componente común de los bosques fluviales del Río Paraná, la presencia de extensos seibales sobre una matriz de pajonal es característica solo del Delta inferior.
También encontramos ecosistemas palustres, como los pajonales de espadaña, y las playas con juncales.

### Fauna
Entre su fauna destacan los peces, y principalmente las aves, con buenas poblaciones de la pava de monte. Entre los reptiles se cuentan tres especies de tortugas acuáticas), ofidios, y ocasionalmente yacarés. Sus comunes distintas especies de batracios, una especie de anfibio la cecilia del Plata, y algunos mamíferos como lobitos de río, coipos (o nutrias roedoras), carpinchos, y ocasionalmente ciervos de los pantanos.

## Conservación
En el año 2000 la segunda y tercera sección de Islas de San Fernando en el Delta bonaerense fue declarada Reserva de biosfera Delta del Río Paraná por la Unesco. La misma es coadministrada por el municipio de San Fernando, el gobierno provincial, una ONG ambientalista, y el «Plan Mab».
Específicamente la isla Oyarvide se encuentra bajo el control directo del Gobierno provincial, mediante el Ministerio de Asuntos Agrarios bonaerense, a cargo de la preservación de su flora y su fauna pues forma parte de una reserva biológica provincial: reserva natural integral Delta en Formación, de 3000 ha, creada en el año 1989.

## Clima
La temperatura media anual es de 17 °C. En invierno la media mínima es de 8 °C, y la media máxima en verano es de 29 °C. La precipitación promedio anual es de 1000 mm.